# Mohammed Ben Allel
Mohammed Ben Allel (né vers 1810 ou 1811 - mort le 11 novembre 1843) est une figure centrale de la résistance à la conquête de l'Algérie par la France. Descendant d'une grande famille maraboutique de Koléa, il est tué par l'armée française lors du combat de l'oued El Malah, près de la frontière marocaine, le 11 novembre 1843.
Il était donc un résistant à la conquête coloniale française. Un des principaux chefs de la résistance à cette conquête et non point un "rebelle" comme il est écrit ci-dessous.

## Formation
Né aux alentours de 1810, Mohammed Ben Allel appartient à la famille des Embarek, une des plus grandes familles maraboutiques d'Algérie, fondée au XVIIe siècle par Sidi Ali Embarek autour de la zaouïa de Koléa. Il reçoit l'enseignement religieux de la tradition du soufisme et est éduqué par son oncle El Hadj Mahieddine Es S'ghir ben Embarek. Au côté de ce dernier, il participe en octobre 1832 au combat de Boufarik, premier affrontement d'envergure contre l'armée française depuis la Prise d'Alger en juillet 1830. Il est ensuite capturé et gardé prisonnier à Alger pendant deux ans. Durant sa captivité, il fait la connaissance de Lamoricière, alors chef du bureau arabe de l'armée française. À la suite de la signature du traité Desmichels entre Abd el-Kader et le général Louis Alexis Desmichels, il est libéré en 1834. Mais la paix ne dure pas et Mohammed Ben Allel participe à plusieurs combats contre les Français aux côtés de son oncle dans la plaine de la Mitidja et le Titteri.

## Khalifa de l'émir Abd el-Kader
À la mort de Mahieddine Es S'ghir en juillet 1837, qui survient quelques semaines après la signature du Traité de Tafna qui rétablit la paix, Mohammed Ben Allel devient khalifa de l'émir Abd el-Kader, dont les Français reconnaissent l'autorité sauf sur les environs d'Alger et d'Oran. Il s'installe à Miliana, sa ville natale de Koléa étant occupée par les Français à partir de mai 1838. Il administre efficacement toute la région centrale de l'Algérie. Il est notamment à l'origine de la construction d'une manufacture d'armes à Miliana, dans laquelle il emploie plusieurs Européens, pour laquelle il fait exploiter les mines de fer du mont Zakkar. Il œuvre également à la constitution d'une armée régulière, dont son secrétaire particulier Kaddour Ben Rouila rédige le règlement. Le 15 mai 1838, Abd el-Kader, qui s'apprête à partir dans le désert combattre la rébellion des Tidjani, écrit au maréchal Sylvain Charles Valée, gouverneur général d'Algérie, « Si vous avez à me faire part de quelques affaires, vous pourrez vous adresser à mon khalifa Mohammed ben Allel qui est en mon lieu et place ». Durant les neuf mois d'absence d'Abd el-Kader, Ben Allel entretient une correspondance avec le maréchal Sylvain Charles Valée, dont il reçoit les émissaires venus demander la révision du Traité de Tafna.

## La reprise de la guerre
À la reprise des hostilités, en novembre 1839, il est à la tête de la cavalerie régulière qui dévaste les implantations françaises de la Mitidja. Mais après les défaites de Oued El Alleug (31 décembre 1839) et du col de la Mouzaïa (10 mai 1840), suivies de l'évacuation de Miliana, il se replie dans l'Ouarsenis, d'où il harcèle les colonnes françaises qui occupent la vallée du Chelif. En mai 1841, il négocie avec Antoine-Adolphe Dupuch, évêque d'Alger, un important échange de prisonniers qui provoque la colère du général Thomas-Robert Bugeaud, nouveau gouverneur général d'Algérie et partisan d'une guerre à outrance.
En 1842, le général Thomas-Robert Bugeaud tente d'acheter la soumission de Mohammed Ben Allel par la réstitution de toutes ses terres, mais ce dernier répond à son offre par une lettre cinglante :  « Du Djebel Dakhla à l'oued Fodda, je commande, je combats, je pardonne. En échange de ce pouvoir que j'exerce pour la gloire de Dieu et le service de Monseigneur le Sultan Abd el-Kader, que me proposes-tu ? Mes Etats que la poudre pourra me rendre comme elle me les a pris, de l'argent et le nom de traître ».

## La mort au combat
Lors de la prise de la smala d'Abd el-Kader par le duc d'Aumale le 16 mai 1843, toute la famille de Mohammed Ben Allel est faite prisonnière et internée sur l'Île Sainte-Marguerite au large de Cannes. Il leur écrit : « Pour ce qui est de me rendre près de vous chez les infidèles afin de mettre un terme à votre captivité, n'y songez pas ! Vous m'avez dit d'aller a vous, et moi je vous réponds : Oui, sans doute, rien ne nous est plus cher ici bas que les auteurs de nos jours, nos frères, nos proches, nos enfants. S'il s'agissait de vous racheter avec de l'argent ou au prix de ma vie, je le ferais ; mais me rendre chez vous, parmi les chrétiens, est une démarche que réprouve la loi de Dieu et de son prophète : ce serait les quitter tous les deux pour aller aux impies. J'espère que je ne ferai jamais pareille chose ». Rejeté par la puissante armée du général Thomas-Robert Bugeaud dans l'ouest de l'Algérie, aux confins du Maroc, il trouve la mort à la tête de 700 cavaliers dans le combat de l'oued El Malah, le 11 novembre 1843.
Les Français, conscients de l'importance de leur victoire, font exposer sa tête à Miliana et à Alger pour démoraliser la résistance de la population. « Après ce beau combat du 11 novembre, Abd el-Kader n'ayant plus qu'une poignée de cavaliers n'est plus que l'ombre de lui-même. On peut regarder aujourd'hui le royaume qu'il avait fondé comme définitivement conquis » écrit Bugeaud, devenu maréchal, dans son rapport au Ministère de la guerre daté du 24 novembre 1843. À cet ennemi aussi redouté que respecté, Bugeaud fait rendre les hommages militaires lors de son enterrement dans le mausolée familial de Koléa.

## Postérité
La mort de Ben Allel a un grand retentissement en Algérie et en France. Des tableaux, des nouvelles et des poèmes sont consacrés à Ben Allel durant tout le XIXe siècle. Au XXe siècle, son souvenir se perpétue par la tradition orale, en particulier dans les régions de Koléa et de Miliana, où un village porte son nom. En 2011, le premier livre consacré à ce personnage négligé mais incontournable de la résistance à la conquête française de l'Algérie est publié aux éditions du Tell, de Blida.